# 1,3-二氟苯
1,3-二氟苯是一种有机氟化合物，化学式为C6H4F2。它可由1,3-苯二胺、亚硝酸钠、盐酸和氟硼酸为原料反应制得，或由1,3-苯二胺、亚硝酸钠、吡啶和氢氟酸反应得到。它可用于制备其它含二氟苯基的化合物。